# ژان مارتینن
ژان مارتینُن (فرانسوی: Jean Martinon‎؛ ۱۰ ژانویه ۱۹۱۰ – ۱ مارس ۱۹۷۶) یک رهبر ارکستر و آهنگساز اهل فرانسه بود.
او دانش‌آموختهٔ «کنسرتوار پاریس» و از شاگردان «آلبر روسل»، «شارل مونش»، «رُژه دُسورمی‌یر»، «ونسان دندی» و «ژول بوشه‌ریت» بود.